# Verkehrsgemeinschaft Müritz-Oderhaff
Die Verkehrsgemeinschaft Müritz-Oderhaff (VMO) war ein Zusammenschluss der regionalen Verkehrsunternehmen in den Landkreisen Mecklenburgische Seenplatte und Vorpommern-Greifswald.
Die Verkehrsgemeinschaft wurde am 13. Juni 2001 gegründet und in das Handelsregister beim Amtsgericht Neubrandenburg eingetragen. Der Stammsitz der Verkehrsgemeinschaft befand sich am Friedrich-Engels-Ring 14 in Neubrandenburg. Zum 31. Dezember 2013 wurde die VMO wieder aufgelöst.
Für alle integrierten Verkehrsunternehmen galt ein Gemeinschaftstarif sowie einheitliche Beförderungsbedingungen mit 68 Preisstufen, die sich an Fahrtkilometern orientierten. Das Fahrscheinsortiment umfasste u. a. Einzelfahrkarten, Hin- und Rückfahrkarten, Mehrfahrtenkarten, Wochenkarten und Monatskarten. Die Eisenbahnverkehrsunternehmen Deutsche Bahn AG, Ostdeutsche Eisenbahn GmbH (ODEG) und Ostseeland Verkehr GmbH (OLA) waren nicht an der Verkehrsgemeinschaft beteiligt, der SPNV wurde nicht integriert.

## Beteiligte Verkehrsunternehmen
Folgende Verkehrsunternehmen gehörten zur Verkehrsgemeinschaft Müritz-Oderhaff:
- Mecklenburg-Vorpommersche Verkehrsgesellschaft
- Anklamer Verkehrsgesellschaft
- Ostseebus
- Verkehrsbetrieb Greifswald-Land
- Omnibusbetrieb Jörg Pasternack
- Personenverkehr Müritz (PVM)
- Verkehrsgesellschaft Vorpommern-Greifswald
- B.B.-Reisen Neustrelitz
- Verkehrsbetrieb Greifswald
- Neubrandenburger Verkehrsbetriebe GmbH
- Ostseeland Verkehr GmbH